# Straja Țării

Logo und Abzeichen von Straja Țării

Straja Țării (rumänisch – etwa: Wächter des Vaterlandes; auch bekannt als Străjeria – übersetzt: Der Wächter) war eine Jugendorganisation im Königreich Rumänien, die 1935 von König Carol II. gegründet wurde, um dem wachsenden Einfluss der Eisernen Garde auf die rumänische Jugend entgegenzuwirken. Ihre Mitglieder waren als străjeri („Wächter“) bekannt und grüßten sich mit einer Form des römischen Grußes.

## Hintergrund

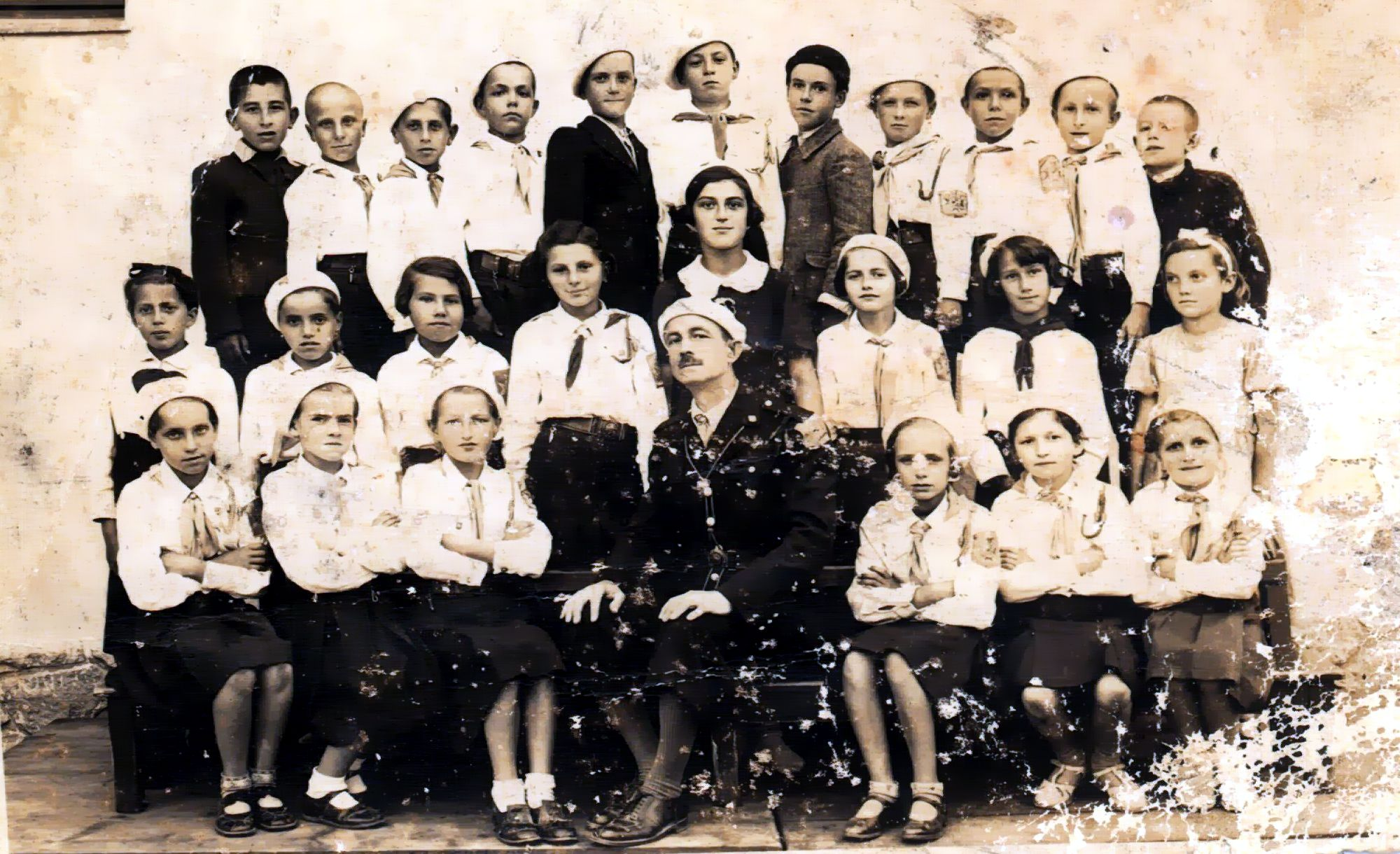
Kinder in Uniformen von Straja Țării

Der Monarch nahm sich die NS Hitlerjugend zum Vorbild und ließ sich von anderen faschistischen Gruppen wie der italienischen Balilla inspirieren. Diese Form wurde am 3. Dezember 1938 deutlicher als die Straja Țării nach dem Vorbild von Carols persönlichem Regime (siehe Nationale Renaissancefront) umorganisiert. Sie ersetzte alle bestehenden Jugendbewegungen, einschließlich der Pfadfinder und übernahm die Aufsicht über den Sport und alle anderen Aktivitäten. Obwohl der König oft als Marele Străjer („Der große Wächter“) bezeichnet wurde, waren die eigentlichen Führer der Gruppe General Teofil Sidorovici und Nisa Cămărășescu.
1939 spielte die Straja Țării eine Hauptrolle in der Ausstellung „Freude und Arbeit“, die unter der Schirmherrschaft von Robert Ley und der „Deutschen Arbeitsfront“ in Bukarest stattfand.
Die Mitglieder waren an ein Glaubensbekenntnis („Credo“) gebunden, das lautete:
| Rumänisch                                                                                              | Deutsche Übersetzung |
| --- | --- |
| Credință și muncă pentru Țară și Rege                                                                  | Glaube und Arbeit für Land und König                                                                                     |
| 1. Cred în Dumnezeu și în Biserica străbunilor mei;                                                    | 1. Ich glaube an Gott und die Kirche meiner Vorfahren;                                                                   |
| 2. Cred în Regele Țării, Marele nostru Străjer, Cârmuitorul destinelor Poporului Român;                | 2. Ich glaube an den König des Landes, unseren großen Fremden, den Hüter des Schicksals des rumänischen Volkes;          |
| 3. Cred în muncă și jertfă — închinându-mi întreaga mea ființă pentru ridicarea și propășirea Patriei; | 3. Ich glaube an Arbeit und Aufopferung – ich widme mein ganzes Wesen der Hebung und dem Fortschritt des Vaterlandes;    |
| 4. Cred în Straja Țării — chezășia Unității Neamului, Hotarelor și Sufletului Românesc.                | 4. Ich glaube an die Straja des Landes – den Grundpfeiler der Einheit der Nation, der Grenzen und der rumänischen Seele. |

## Auflösung
Im Sommer 1940, nach der Abtretung der Nordbukowina und Bessarabiens an die Sowjetunion (siehe Sowjetische Besetzung Bessarabiens und der Nordbukowina), wurde der Sender zur Unterstützung der zahlreichen Flüchtlinge in verschiedenen Teilen Rumäniens eingesetzt. Der rumänische Rundfunk führte eine Propagandakampagne durch, in der die Straja Țării als Armata Albă a Regelui („Weiße Armee des Königs“) gepriesen wurde, während der Umstand verschwiegen wurde, dass dies die einzige Form der Hilfe für die Vertriebenen war.
Später im selben Jahr, als die Regierung des Nationalen Legionärsstaates nach der durch den Zweiten Wiener Schiedsspruch (Abtretung Nordsiebenbürgens an Ungarn) ausgelösten Krise an die Stelle von Carols Regime trat, wurde die Organisation aufgelöst und ihr gesamtes Vermögen von der Eisernen Garde übernommen.